# Joachim Fritzen
Joachim Fritzen (* 15. April 1909 in Magdeburg; † 29. Februar 1996 in Lüchow (Wendland)) war ein deutscher Sinologe und Musikwissenschaftler.
Fritzen war Studienrat in Niedersachsen und für mehrere Semester Lektor an der Fu-Jen-Universität in Taiwan und veröffentlichte Schriften und Kompositionen. 1952 heiratete Fritzen in Berlin Marianne Fritzen, mit der er drei Kinder hatte. Seine Anrufung des großen Bären im Djüehsiugung zu Taibej ist eine Pionierarbeit zur Taotischen Liturgie.